# Colin Ebelthite
Colin Ebelthite (ur. 27 listopada 1984 w Adelaide) – australijski tenisista.

## Kariera zawodowa
Ebelthite w swojej karierze wielokrotnie zwyciężał w turniejach rangi ATP Challenger Tour i ITF Men's Circuit w grze pojedynczej oraz podwójnej. W turniejach wyższej rangi nigdy nie osiągał większych sukcesów. Specjalizuje się w grze deblowej.
Najwyższe – 209. miejsce w singlu osiągnął podczas notowania 23 czerwca 2008 roku. 17 września 2012 roku zanotował 98. pozycję w deblu.